# Sungai Lilin (Rantau Bayur)
Sungai Lilin is een bestuurslaag in het regentschap Banyuasin van de provincie Zuid-Sumatra, Indonesië. Sungai Lilin telt 1024 inwoners (volkstelling 2010).